# Remember When (Obitelj Soprano)
"Remember When" je 80. epizoda HBO-ove televizijske serije Obitelj Soprano. To je treća epizoda druge polovice šeste sezone, odnosno 15. ukupno u sezoni. Napisao ju je Terence Winter, režirao Phil Abraham, a originalno je emitirana 22. travnja 2007.

## Radnja
Po dojavi pritvorenog kapetana Larry Boy Baresea, FBI počinje istraživati staro ubojstvo: starog kladioničara Willieja Overalla, što je bilo Tonyjevo prvo ubojstvo (pri kojem mu je pomogao Paulie). Tonyju je likvidaciju povjerio njegov otac kako bi "skupio iskustva". Nakon što Paulie ode u Tonyjevu kuću kako bi ga obavjestio o situaciji, njih dvojica se spakiraju i odu u Miami kako bi se pritajili dok ne prođe opasnost.
Natrag u Wyckoff Centeru, Strica Juniora posjećuju bivši vojnici iz njegove stare ekipe Pat Blundetto i Beppy Scerbo. Junior ih moli da mu pomognu pobjeći iz ustanove. Pat predloži da dogovori pregled kod zubara izvana te da on i Beppy prokrijumčare Juniora u autu. Oraspoloživši malo Juniora, pozdravljaju ga na talijanskom. Na ručku, Junior obavještava jednog od svojih čuvara - kojeg je potkupio zbog posebnog tretmana - da te večeri želi organizirati pokerašku partiju. Junior i još jedan pacijent i prijatelj Carter Chong organiziraju partiju s drugim pacijentima. Jameel, koji obično pomaže Junioru s novcem, naplati mu 60 dolara za krijumčarenje soka i slatkiša, koje neki pacijenti ne smiju konzumirati. Junior mu nevoljko plati, a Jameel kaže kako će tjerati ljude od vrata dok traje partija. Junior je iznimno raspoložen, zbija neukusne šale i priča o svojem životu; međutim, partiju prekida jedan pacijent koji je ljut na Juniora odavši ih dežurnom službeniku odanom svojoj dužnosti.
Na putu u Miami, Tony se zabrine zbog Pauliejeva ponašanja i sklonosti neopreznog brbljanja sa strancima. Posumnjavši u njegovu odanost, Tony nekoliko puta upita Paulieja kako je Johnny Sack saznao za šalu Ralpha Cifaretta na račun njegove supruge Ginny. Paulie je zapravo odgovoran za to. U vrijeme kad je vladala visoka napetost između obitelji DiMeo i Lupertazzi, Paulie je otkrio šalu Johnnyju Sacku pokušavši se nametnuti. Tijekom posjeta "Beansieju" Gaeti, Tony izrazi svoju zabrinutost zbog Paulieja: njegova dugog jezika, njegove ranjivosti u odnosu na FBI zbog nedostatka legitimnih dohodaka, te čak njegove mentalne kompetentosti. Beansie se zauzme za Paulieja, ali se Tony i dalje čudi je li Paulie ikad uistinu stavljen pred test. Ubojstvo Willieja Overalla kasnije se pripisuje pokojnom Jackieju Aprileu, Sr., pa Tony pozove Paulieja na ribički izlet kako bi proslavili. Paulie razmišlja bi li pošao na more s Tonyjem, sjetivši se pomorskog izleta koji je služio kao mamac za doušnika Big Pussyja, ali ne vidi druge mogućnosti. Na brodu, Tony razmišlja da izbode Paulieja, ali odustaje. Paulie kasnije usne san u kojem ulazi u svoju kuhinju gdje ugleda Pussy kako kuha za štednjakom. Paulie upita Pussyja, "Kad dolazi moje vrijeme, reci mi — hoću li ustati?" Paulie se zatim probudi. Zahvalan što ga je Tony poštedio, Paulie pošalje Carmeli stroj za espresso vrijedan dvije tisuće dolara.
U međuvremenu, dok Junior i Carter igraju dame, profesor Lynch, pacijent, priđe i počne komentirati kako ga ljute. Junior poludi i napadne profesora, udarivši ga koljenom u prepone i udarajući ga na podu dok ovaj stenje u bolovima. Carter potiče Juniora vičući, "Sredi ga!" Juniora odvode čuvari. Jednog dana, nakon što se Junior pomokri na sebe, njegov liječnik i osoblje shvaćaju da ne uzima propisane lijekove, što je potaknulo njegovu agresivnost i onesposobilo kontrolu. Psihijatar obavještava Soprana da počne uzimati lijekove ili će biti premješten u manje ugodnu ustanovu. Junior pristaje biti poslušan i uzimati lijekove. Liječnik dodaje i kako su otpustili Jameela zbog pomaganja Junioru u njegovim aktivnostima koje nisu dopuštene bolničkim pravilima i regulacijama. Kako Junior počinje uzimati svoje lijekove, izgubio je svoju agresivnu osobnost, što razočara Cartera koji je u Junioru vidio očinsku figuru (Carterovi mentalni problemi potječu od lošeg odnosa s ocem). Na kraju Juniorova posljednjeg posjeta s Carterom, obrati mu se s Anthony. Kasnijeg tog dana tijekom glazbene priredbe, Carter baci nekoliko komada papira na ženu koja svira klavir u nadi da će nasmijati Juniora. Nakon što ga Junior pogleda i odmahne glavom sugerirajući kako nije zainteresiran za nestašluke, Carter se razbjesni i napadne Juniora. Junior kasnije sjedi u svojim kolicima u katatoničnom stanju, gladeći sijamsku mačku. 
Napustivši salon za masažu u New Yorku, Faustino "Doc" Santoro i njegov tjelohranitelj bivaju ustrijeljeni od strane ljudi koje je poslao Phil Leotardo. Faustino je zapečatio svoju sudbinu kad je uvrijedio Phila uzevši hranu s njegova tanjura, iako ga je Phil priznao kao šefa New Yorka. Phil nakon toga odmah preuzima ulogu šefa.

## Glavni glumci
- James Gandolfini kao Tony Soprano
- Lorraine Bracco kao dr. Jennifer Melfi *
- Edie Falco kao Carmela Soprano
- Michael Imperioli kao Christopher Moltisanti
- Dominic Chianese kao Corrado Soprano, Jr.
- Steven Van Zandt kao Silvio Dante
- Tony Sirico kao Paulie Gualtieri
- Robert Iler kao A.J. Soprano *
- Jamie-Lynn Sigler kao Meadow Soprano *
- Aida Turturro kao Janice Soprano *
- Steve Schirripa kao Bobby Baccalieri
- Frank Vincent kao Phil Leotardo

* samo potpis

### Gostujući glumci
| - Joseph Adams kao Larry - Jerry Adler kao Hesh Rabkin - Frank Albanese kao Pat Blundetto - Greg Antonacci kao Butch DeConcini - Jen Araki kao Anika - Ian Blackman kao trgovac #3 - Christina Cabot kao Lynn - Brian D. Coats kao Itzhak - Daniel P. Conte kao Faustino 'Doc' Santoro - James Coyle kao trgovac #1 - Tod Engle kao trgovac #2 - Serafin Falcon kao Esteban - Stink Fisher kao Warren - Donnetta Lavinia Grays kao medicinska sestra - Stanley Harrison kao George - Paul Herman kao Peter 'Beansie' Gaeta - Suzanne Hevner kao Val - Nashawn Kearse kao Jameel - Ginger Kroll kao Clista | - Ken Leung kao Carter Chong - Patrick McNulty kao recepcionist - Lin-Manuel Miranda kao Bellman - Charles Morgan kao prof. Brian Lynch - Kevin Kean Murphy kao Ascot Man - Vincent Pastore kao Big Pussy Bonpensiero - Joe Pucillo kao Beppy Scerbo - Gaston Renaud kao Ramon - George Riddle kao Walter - Kate Rogal kao Misha - Herbert Rogers kao Willie Overall - Joe Rosario kao Gary - Stephen Singer kao dr. Mandl - Joseph Siravo kao Johnny Boy Soprano - Rocco Sisto kao mladi Junior Soprano - Ptolemy Slocum kao Keith - Donna Smythe kao Gia Gaeta - Elizabeth Sung kao gđa. Chong - Chester West kao dežurni službenik |

## Umrli
- Faustino "Doc" Santoro: ubijen s nekoliko hitaca nakon napuštanja salona za masažu.
- Tjelohranitelj: ubijen s "Docom" Santorom.
- Willie Overall: Tonyjevo prvo ubojstvo (prisjećanje na 1982.).

## Naslovna referenca
- Tony gnjevno opisuje frazu "Remember when..." kao najniži oblik razgovora.
- U epizodi se prikazuju brojni događaji koji su se dogodili tijekom serije; osim pojavljivanja starijih likova, spominju se umrli i drugačije otišli kao što su Big Pussy Bonpensiero, Ralph Cifaretto, Jackie Aprile, Sr., Georgie, Karen Baccalieri i Feech La Manna.
- Junior Soprano i Carter Chong podsjećaju se u psihijatrijskoj ustanovi.

## Poveznice s prijašnjim epizodama
- Tony nekoliko puta pita Paulieja je li rekao Johnnyju Sacku za neumjesnu šalu koju je Ralph ispričao o madežu na guzici Ginny Sack (u epizodi "No Show"). Paulie nekoliko puta poriče da je to učinio (Paulie je zapravo to prenio Johnnyju Sacku u epizodi "Christopher").

## Reference na druge medije
- Junior u svojoj sobi na televiziji gleda dokumentarac Weather Channela i kviz The $25,000 Pyramid.
- Vozeći se pokraj Marylanda u blizini Washingtona, Paulie upita, "Chevy Chase, što se dogodilo s njim?"  Paulie misli na glumca Chevyja Chasea, dok u isto vrijeme gleda u prometni znak za grad Chevy Chase.

## Glazba
- Instrumentalna skladba "Sing, Sing, Sing (with a swing)" Benny Goodman Orchestra svira tijekom odjavne špice.
- Dok Tony i Paulie putuju kroz Fredericksburg, na radiju svira "Rock On" Davida Essexa.
- Junior s drugim pacijentima pjeva "Take Me Home, Country Roads" Johna Denvera.
- Tijekom Tonyjeva i Pauliejeva zaustavljanja u Virginiji, u baru svira instrumentalna verzija "I Just Wanna Stop" Gina Vannellija

## Vanjske poveznice
- "Remember When" u internetskoj bazi filmova IMDb-a